# Oxivanita
L'oxivanita és un mineral de la classe dels òxids. Rep el seu nom a causa de la composició, amb oxigen i vanadi representat en la seva fórmula ideal.

## Característiques
L'oxivanita és un òxid de fórmula química V₃O₅. Va ser aprovada com a espècie vàlida per l'Associació Mineralògica Internacional l'any 2008. Cristal·litza en el sistema monoclínic.
Segons la classificació de Nickel-Strunz, l'oxivanita pertany a «04.CB: Òxids amb proporció metall:oxigen = 2:3, 3:5, i similars, amb cations de mida mitja» juntament amb els següents minerals: brizziïta, corindó, ecandrewsita, eskolaïta, geikielita, hematites, ilmenita, karelianita, melanostibita, pirofanita, akimotoïta, auroantimonita, romanita, tistarita, avicennita, bixbyita, armalcolita, pseudobrookita, mongshanita, zincohögbomita-2N2S, zincohögbomita-2N6S, magnesiohögbomita-6N6S, magnesiohögbomita-2N3S, magnesiohögbomita-2N2S, ferrohögbomita-6N12S, pseudorútil, kleberita, berdesinskiita, olkhonskita, schreyerita, kamiokita, nolanita, rinmanita, iseïta, majindeïta, claudetita, estibioclaudetita, arsenolita, senarmontita, valentinita, bismita, esferobismoïta, sil·lenita, kyzylkumita i tietaiyangita.

## Formació i jaciments
Va ser descoberta a Slyudyanka, a l'àrea del llac Baikal, a l'óblast d'Irkutsk (Rússia). També ha estat descrita a la mina Molinello, a la vall de Graveglia, a la localitat de Ne (província de Gènova, Itàlia).